# St. Anna (Sokolica)

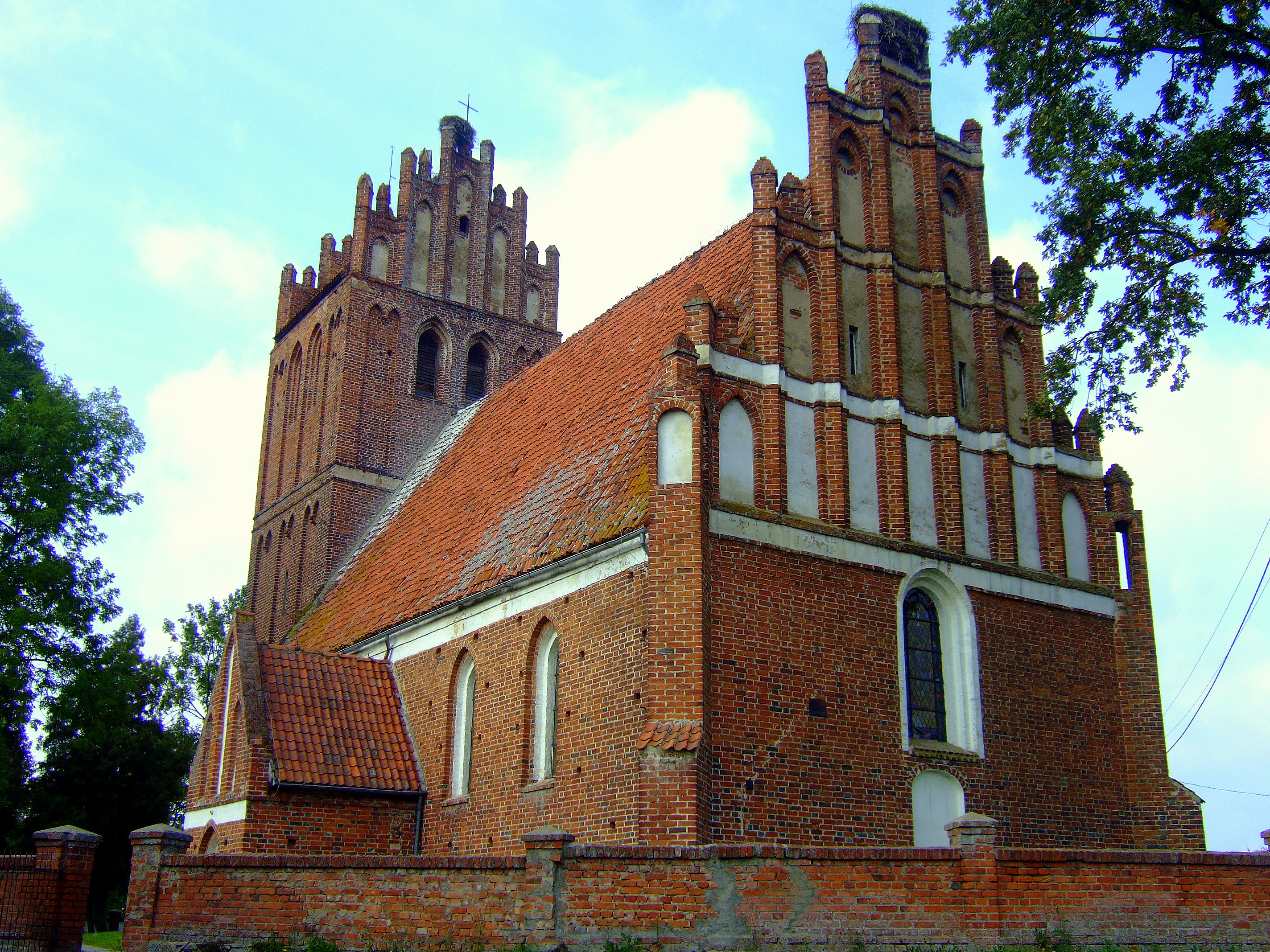
Pfarrkirche St. Anna, bis 1945 Gotteshaus der evangelischen Pfarrgemeinde Falkenau

Die Pfarrkirche St. Anna in Sokolica (deutsch Falkenau), einem Ort in der Gmina Bartoszyce in der polnischen Woiwodschaft Ermland-Masuren, ist eine spätgotische Dorfkirche aus dem Ende des 14. oder der ersten Hälfte des 15. Jahrhunderts im Bistum Ermland.

## Geschichte
Die Ordenskirche wurde um die Mitte des 14. Jahrhunderts errichtet. Sie war im 19. Jahrhundert mit drei Glocken ausgestattet, die Orgel wurde 1815 erbaut.  Um 1890 wurden die Sakristei erneuert und einige Restaurierungen vorgenommen.
Das Kirchengebäude wurde 1945 zugunsten der Römisch-katholischen Kirche in Polen zwangsenteignet.

## Architektur
Die Kirche ist ein ungewölbter Saalbau mit schrägstehenden Strebepfeilern an den Kanten. Die Streben der Chorseite werden von offenen Tabernakeln bekrönt, die mit dem Giebel verwachsen sind. Die gestuften Fenster sind spitzbogig, und auf der Südseite befinden sich drei, auf der Nordseite zwei Fenster. Besonders bemerkenswert ist das zweifach gestufte Fenster in der Mitte der Chorseite. Das Erdgeschoss des Turms weist ein gestuftes Spitzbogenportal auf, darüber Spitzbogenblenden in zwei Ebenen. Das erste Obergeschoss zeigt gekuppelte Spitzbogenblenden, während das zweite Obergeschoss seitlich je eine gekuppelte und mittig zwei gestufte Spitzbogenblenden mit Schallöffnungen aufweist. Die Geschosse werden durch Putzbänder optisch getrennt. Der Turmgiebel ist fünfachsig und endet in fialenartigen Dreiecksvorlagen. Der Ostgiebel ist siebenachsig und mit durchlaufenden Spitzbogenblenden versehen, die durch Dreiecksvorlagen getrennt sind und fialenartig enden. Auf jeder Stufe sitzt noch eine zweite Fiale. In der Mitte der drei Blenden des Giebels befinden sich jeweils Kreisblenden. Die Blenden werden durch eingefasste Putzbänder abgeschlossen, die sich über den gesamten Giebel erstrecken. Die Vorhalle auf der Südseite hat einen dreiachsigen Dreiecksgiebel. Der Giebel des Turms ist ein fünfachsiger Staffelgiebel mit durchlaufenden Spitzbogenblenden, getrennt durch Dreiecksvorlagen, die fialenartig enden. Auf jeder Stufe sitzt noch eine zweite Fiale. Die Sakristei befand sich ursprünglich im Nordosten. An der Stelle sind noch Mauerwerksverzahnungen zu erkennen.